# Мауи
 Тази статия е за острова в САЩ.  За окръга вижте Мауи (окръг).  
Мауи е вулканичен остров в Тихия океан. Той е вторият по големина от Хавайските острови и е 17-ият в САЩ.
Площта на острова е 1883,5 km² (727 кв. мили). Населението му е приблизително 141 000 (към 2005 г.), което го нарежда на 3-то място по население от Хавайските острови.
Най-големият град е Уайлуко (Wailuku) с население 20 146 души.

## Туризъм
Мауи е сред най-посещаваните от туристи острови. Според статистиката те са:
- през 2004 г. – 2 207 826 души,
- през 2005 г. – 2 263 676 души.

## Транспорт
2 летища предоставят редовни въздушни линии на Мауи:
- летище Kahului в централната част на Мауи,
- летище Kapalua в западните части на Мауи.